# Camouflage (groupe)
Pour les articles homonymes, voir Camouflage (homonymie).

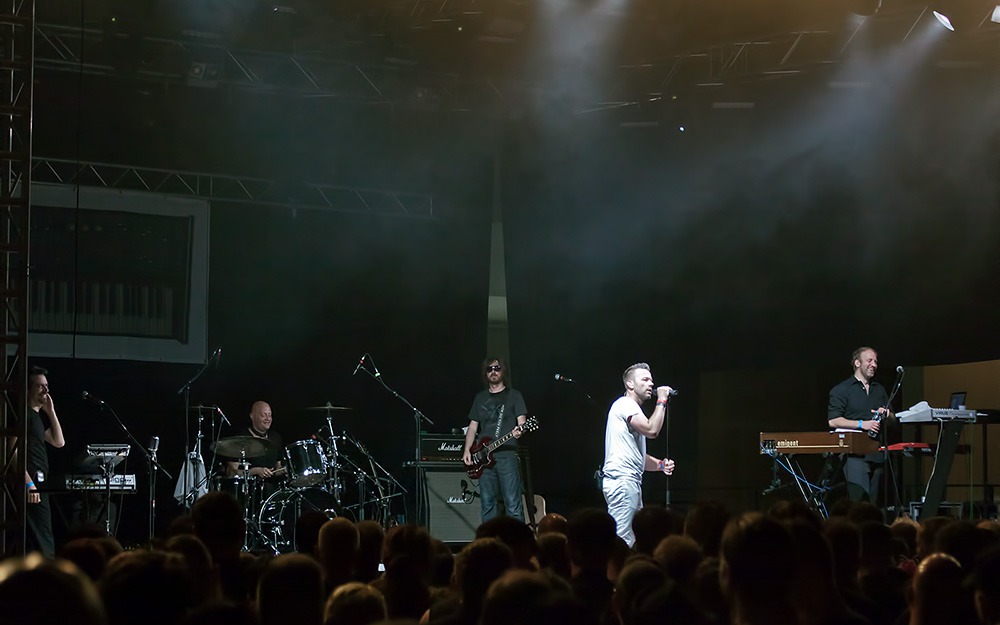
Camouflage 2011

Camouflage est un groupe de synthpop allemand, originaire de Bietigheim-Bissingen, Bade-Wurtemberg. Il est composé de Oliver Kreyssig, Heiko Maile et Marcus Meyn, et formé en 1983.

## Biographie
Le groupe est formé en 1983 à Bietigheim-Bissingen (Bade-Wurtemberg) par Heiko Maile, Marcus Meyn, Oliver Kreyssig et Martin Kähling sous le nom de Licensed Technology. En 1984, Martin Kähling quitte le groupe, et les autres membres se rebaptisent Camouflage, inspiré du titre du morceau homonyme de la Yellow Magic Orchestra.
Leur premier studio s'appelait Boys Factory et était situé dans le sous-sol de la maison de Heiko Maile, dans la rue Metterzimmerer, à Kleinsachsenheim. En 1985, deux cassettes démos sont enregistrées. L'une de ces cassettes est soumise à un ami travaillant dans une chaine de radio qui organisait un concours auquel le groupe remporte la première place. À cette période, le groupe se fait remarquer par le petit label de Francfort appelé Westside. Le morceau The Great Commandment est enregistré à l'automne 1987, ce qui conduit finalement à signer un contrat avec le label Metronome. The Great Commandment était à l'origine enregistré sous le titre de Suddenly Went Away sur un enregistreur cassette, et est vendu à la main à Bietigheim-Bissingen. Alors que le premier single, The Great Commandment, atteint la 14e place en Allemagne et la 45e place en France, il atteint la 59e place du Billboard Hot 100 aux États-Unis et la première au Billboard Dance Music/Club Play.
En 1990, Kreyssig quitte Camouflage. Un an plus tard, le groupe devient un duo et sort un troisième album, intitulé Meanwhile. Le premier single, Heaven (I Want You), se classe 57e des hits parades allemands. À peine un an plus tard, un projet musical appelé Areu Areu est créé, et sort un EP éponyme. Deux ans plus tard, Bodega Bohemia sort et marque le retour du groupe à ses racines électroniques. Bien que le single Suspicious Love ait été joué à la radio, l'album n'a pas eu beaucoup de succès commercialement. 
Au milieu de l'année 2003, Sensor est publié chez Polydor et se hisse à la 26e place des charts allemands. Les deux singles qui en sont extraits atteignent le top 80. Le 28 juillet 2006, le nouveau single Motif Sky est publié. En août 2006, l'album accompagnant Relocated est sorti. En janvier 2009, leur premier DVD live est publié sous le titre Camouflage - Live in Dresden chez SPV GmbH.
Le 6 mars 2015, sort leur huitième album, Greyscale.

## Discographie

### Albums studio
- 1988 : Voices and Images
- 1989 : Methods of Silence
- 1991 : Meanwhile
- 1993 : Bodega Bohemia
- 1995 : Spice Crackers
- 2003 : Sensor
- 2006 : Relocated
- 2015 : Greyscale

### Compilations / Rééditions
- 1997 : We Stroke The Flames: Best of Camouflage
- 2001 : Rewind – The Best of 85–97
- 2007 : Archive #01 (Double compilation : remixes inédits, live, démos et faces B)
- 2009 : Spice Crackers (Réédition agrémentée d'un cd avec 14 titres bonus)
- 2018 : Voices & Images (Réédition à l'occasion du 30ème anniversaire, agrémentée d'un CD bonus de 15 titres : faces B, versions rares, ...)
- 2019 : Methods of Silence (Réédition à l'occasion du 30ème anniversaire, agrémentée d'un CD bonus de 21 titres : remixes, démos, versions rares, ...)
- 2021 : Meanwhile (Réédition à l'occasion du 30ème anniversaire, agrémentée d'un CD bonus de 18 titres : remixes, démos, versions rares, ...)

### Singles
- 1987 : The Great Commandment
- 1988 : Strangers' Thoughts
- 1988 : Neighbours
- 1988 : That Smiling Face (uniquement édité aux États-Unis)
- 1989 : Love Is A Shield
- 1989 : One Fine Day
- 1991 : Heaven (I Want You)
- 1991 : This Day / Handsome
- 1993 : Suspicious Love
- 1993 : Close
- 1993 : Jealousy
- 1995 : Bad News
- 1996 : X-Ray
- 1997 : Love Is a Shield '97 (12" single limité)
- 1999 : Thief
- 2001 : The Great Commandment 2.0
- 2003 : Me and You
- 2003 : I Can't Feel You
- 2006 : Motif Sky
- 2006 : Something Wrong (édition limitée – à acheter auprès des concerts et comme download numérique)
- 2006 : The Pleasure Remains (single promotionnel – uniquement édité en Pologne)
- 2015 : Shine

### Vidéographie
- 1991 : Images
- 2008 : Live In Dresden

### DVD
- 2001 : Rewind (CD + DVD)
- 2009 : Live in Dresden (2 DVD + CD)

## Prix
- 1988 : RSH-Gold